# Knight Rider (televíziós sorozat, 1982)
A Knight Rider egy népszerű, 90 epizódból álló amerikai televíziós sorozat volt, amely 1982. szeptember 26. és 1986. április 4. között futott. Főszereplője a Michael Knightot alakító David Hasselhoff, illetve annak számítógépekkel felszerelt, mesterséges intelligenciával és számos más különleges képességgel felvértezett autója, KITT. Hasselhoff magyar hangja Forgács Péter volt, autójának Versényi László kölcsönözte a hangját.
A sorozatot Glen A. Larson rendezte, az Egyesült Államokban az NBC sugározta. Magyarországon elsőként az MTV2 vetítette 1992-től stabilan szombat délutánonként, később az RTL Klub, a Cool TV, az RTL+, 2005. augusztus 7-től pedig a TV2 is sugározta.

## A főszereplők
A magyarországi szinkronizálásra a VideoVox Stúdió kapott megbízást a Magyar Televíziótól.
| Szereplők neve          | Színész                  | Magyar hang                     | Főszereplők (Évada) | Más szereplők (Évada) |
| ----------------------- | ------------------------ | ------------------------------- | ------------------- | --------------------- |
| Michael Long            | Larry Anderson           | Forgács Péter                   |                     | Pilotfilm             |
| Michael Knight          | David Hasselhoff         | Forgács Péter                   | 1–4                 |                       |
| Garth Knight            | David Hasselhoff         | Forgács Péter                   | 2                   |                       |
| Devon Miles             | Edward Mulhare           | Tolnai Miklós                   | 1–4                 |                       |
| Dr. Bonnie Barstow      | Patricia McPherson       | Kocsis Mariann                  | 1, 3–4              |                       |
| K.I.T.T.                | William Daniels          | Versényi László                 | 1–4                 |                       |
| April Curtis            | Rebecca Holden           | Kiss Erika                      | 2                   |                       |
| Reginald Cornelius III. | Peter Parros             | Lippai László                   | 4                   |                       |
| Wilton Knight           | Richard Basehart         | Kun Vilmos                      |                     | Pilotfilm             |
| K.A.R.R.                | Peter Cullen, Paul Frees | Konrád Antal, Felföldi László   |                     | 1, 3                  |
| Stephanie Mason         | Catherine Hickland       | Simon Mari; Rák Kati; Götz Anna |                     | 1, 2, 4               |

### Michael Knight

David Hasselhoff, Edward Mulhare, Peter Parros és Patricia McPherson

Michael Knight eredetileg Michael Arthur Long néven született a nevadai Renóban, 1949-ben. Családi hátteréről keveset lehet tudni. Annyi ismeretes, hogy szülei munkások voltak, édesapja halott, valamint az, hogy legalább két nővére van. Michael húszéves korától a vietnámi háborúban szolgált, ahol hírszerző tevékenységet folytatott három évig a zöldsapkások irányítása alatt. A harcok során a Vietkong erők elfogták, fogolytáborba került, ahonnan egymaga tudott csak megszökni. A szökés közben komoly fejsérülést szenvedett, szétrepedt koponyáját egy fémlappal pótolták. A háború után visszatért Renóba, ahol rendőrnek állt és 10 évig szolgált. 1982-ben nyomozó hadnaggyá léptették elő. A próbaepizódban Long nyomozót (akit ekkor Larry Anderson játszott) elárulták, és majdnem meg is gyilkolták egy közvetlen közelről leadott fejlövéssel. Tanya Walker (akit Phyllis Davis alakított) akarta megölni, akit Michael addig társának hitt az ipari kémkedéses esetben. Long nyomozótársát, Muntzyt, Tanyának sikerült megölnie. Long megmenekülését a koponyájában lévő vaslemeznek köszönheti, ami megállította a lövést. Ennek ellenére az súlyos sérüléseket okozott, szétroncsolta Long arcát.
A nyilvánosság előtt Michaelt halottnak nyilvánították, a Jogért és Igazságért Alapítvány (FLAG) révén új személyazonosságot kapott. Ez a próbaepizódból derül ki, melynek címe Nehéz örökség (Angolul: A főnix lovagja). A cím szimbolikusan utal Michael autójára, a Pontiac Firebird Trans Amra, aminek kapotáján egy óriási tűzmadarat, tehát főnixet ábrázoló matrica található. A főnix általában az újjászületés szimbóluma, és amikor Michael a motorháztetőn összeesik, ez sejteti a jövőbeli eseményeket.
A Jogért és Igazságért Alapítvány egy magántulajdonban lévő, a bűnözés ellen harcoló ága a Knight Alapítványnak, egy milliárdos emberbarát, Wilton Knight szervezetének. A pilótafilm második részében Wilton Knight (Richard Basehart) meghal egy ismeretlen betegségben. Long visszatér, immár Michael Knight néven, és új arccal, amit arcplasztikával kapott. Ezt az arcot a fiatal Wiltonról és annak kitagadott fiáról, Garth-ról mintázták. KITT-tel, a fejlett technológiájú autójával együtt Michael beleegyezik abba, hogy bekapcsolódik Wilton Knight hadjáratába a bűnözés ellen. A feladatokat általában a FLAG új igazgatója, Wilton Knight jóbarátja és bizalmasa, Devon Miles (Edward Mulhare) bízza rá. Michaelt erre a feladatra az önvédelem tökéletes ismerete, intelligenciája, jogi ismeretei és tapasztalatai, és önállósága miatt választották.
Michael Knight egy különleges hős volt, egyfajta modern lovag, aki mindig kitért az erőszaktól és nem használt fegyvereket ha nem volt szükséges. Bár Michael csaknem összes ügye Dél-Kaliforniában volt; ahol a FLAG székhelyét építették fel, nem minden küldetése zajlott itt. Az Egyesült Államok bármelyik részébe elutazhatott ha ott kellett harcolnia, és néha még Mexikó határait is átlépte az igazság nevében.

### KITT

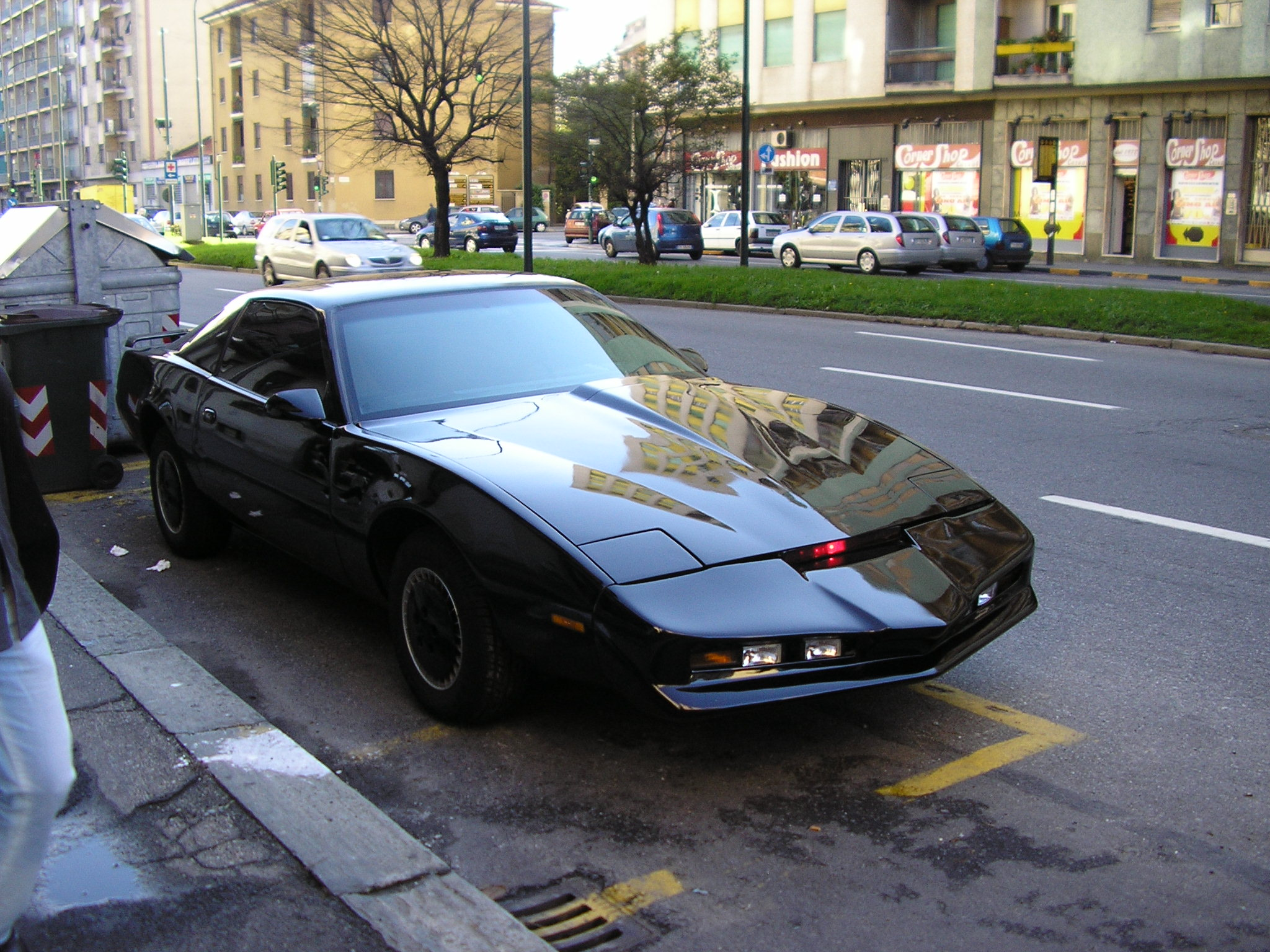
KITT

KITT – vagy Kitt – a Knight Industries Two Thousand (Knight Ipari Művek Kétezres) autó mikroprocesszorának vokális kivetülése, vagyis a számítógép hangja. A magyar szinkronját Versényi László adja, az eredeti hangja William Daniels volt.
KITT legfontosabb programja az emberi élet védelme. KITT reakcióideje 1 Nanomásodperc, memóriakapacitása 1000 megabyte (vitatott, hogy ez utóbbi adat RAM vagy merevlemez kapacitásnak felel-e meg.) Leglátványosabb funkciói: Turbo Boost, Ski Mod, Auto Cruse,Micro Lock, SPM (azaz Super Pursuit Mode).
KITT a Knight Ipari Művek második autója (az első KARR, a knight automata robogó robot volt); ami egy sok tekintetben módosított 1982-es Pontiac Trans Am. Kifejezetten üzemanyag-takarékos, emellett azonban képes akár 300 mérföldes óránkénti sebességre. Külső vázát egy úgynevezett Molekuláris Ötvözésű Héj (Molecular Bonded Shell) alkotja, amely Devon szerint: „Nem fém és nem is üvegszál”. Az anyagnak három fő alkotóeleme van, Wilton Knight akarata szerint senki sem ismerheti egyszerre mindhárom alkotóelemet, az egyik ilyen személy Devon Miles, egy másik pedig Svájcban él. A különleges borítás segítségével az autó szinte sérthetetlen. KITT képes magát vezetni a lámpája alatt elhelyezett két kamera segítségével és az autó elején látható piros szkennerrel. Ez elküldi az információkat a számítógépnek, majd azt kivetíti a műszerfalon található két monitorra ami a bent ülőknek hasznos lehet.
KITT személyisége komoly fejlődésen ment át a sorozat folyamán. Az elején leginkább naiv és gyermekszerű volt, nem értette a humort, a vallást, saját fogalmazása szerint képtelen volt emberi érzések átélésére. Ez azonban később megváltozott, és kibontakozó személyisége egy „reneszánsz emberré” tette a mesterséges intelligenciát (legalábbis így nyilatkozott róla William Daniels).
KITT rendszámtáblája szerint (amelyet csak hátul hord) kaliforniai, jelzése: KNIGHT.

### Devon Miles
Devon Miles a Jogért és Igazságért Alapítvány ügyvezető igazgatója. Ősei Skóciából, Argyll megyéből származnak. Édesapját Ericnek hívták. Jóbarátja Wilton Knightnak, akivel a második világháború alatt ismerkedtek meg. Devon vérbeli angol úriember, aki nem igazán érti a Michael-féle amerikaiak lezserségét, s ezzel néha akarva-akaratlanul a nevetség tárgyává válik. Hidegvére, tapasztalata és megfontoltsága azonban nélkülözhetetlenné teszi. Devon kapcsolatban áll az Egyesült Államok és egyéb más állam vezetőivel, néha ő tartja a kapcsolatot ezen országok között. Devon, hivatása miatt, néha komoly veszélybe keveredik, azonban mindig helyt áll és ép bőrrel kerül ki a veszélyből. Bátorságára jellemző, hogy képes volt a Gestapo börtönéből megszökni a második világháború alatt. Különleges "képessége" a késdobálás, a Hurrá Turboman című epizódban (harmadik évad) ugyanis kiderül, hogy egy ideig Valentino, a késdobáló művésznéven futott egy vándorcirkuszban.

### Bonnie Barstow
Bonnie Barstow Kitt fő technikusa. Édesapja eredetileg orvosnak szánta, de Bonnie, saját állítása szerint, nem bírja a vért. Az Alapítvány eredeti tervénél (a Karr-projektnél) még nem volt a szervezet tagja, azonban Kitt megépítésében már fontos szerepe volt. A Knight Rider könyvek szerint ő programozta többek között Kitt hangmintáját. Bonnie volt az első karakter, aki "hozzácsapódott" az eredetiekhez, mindjárt a második epizódban (Halálos manőverek). Általában a kamionban látni, mikor Kitt műszereit állítja be, javításokat végez, vagy éppenséggel egy teljesen új modult épít be. Bonnie emellett gyakran játssza a "kísérő" szerepét, mikor Michaelnek vagy Devonnak például fogadáson kell részt vennie. Születésnapja november 24., szerencseköve a topáz. Egy nővéréről tudunk, aki Bostonban él. Patricia McPherson az első, a harmadik és a negyedik évadban játszotta Bonnie szerepét.

### April Curtis
April Curtis a sorozat második évadjában csatlakozott a szereplőgárdához, miután Patricia McPherson kilépett. Feladata megegyezett Bonnie-éval, melytől annyiban tér el elődjétől, hogy egy „varázspálcá”-nak gúnyolt, vibráló vörös diagnosztikai eszközt használ Kitt állapotának leellenőrzésére. Előéletéről annyi ismeretes, hogy korábban egy utazási ügynökségnél dolgozott.

### Harmadik Reginald Cornelius
Becenevén "RC" a negyedik évadban csatlakozott a csapathoz, miután barátaival segített megjavítani a szétroncsolt Kittet. Devon állást ajánlott az ambiciózus fiatalembernek, aki az évad folyamán sokszor segített Michaelnek és Kittnek az ügyek felgöngyölítésében. Ilyenkor általában "Daráló"-nak nevezett motorkerékpárján közlekedik és segít Michaelnak megbirkóznia a bűnözőkkel. Ilyen helyzetekben azonban néha alulmarad, mivel küzdősportokban való jártassága sokkal kisebb, mint Michaelé.

## 2008, az új sorozat
A sorozat eredeti koncepciójának újratervezésével indult 2008. február 17-től az új Knight Rider sorozat. A főszereplő Justin Bruening, aki Mike Traceurt, Michael Knight fiát alakítja. Az új K.I.T.T., a Knight Industries Three Thousand egy átalakított Ford Mustang GT500KR lesz. Szerepel még Bruce Davison mint Charles Graiman, az új K.I.T.T. megalkotója, Deanna Russo, mint Sarah Graiman, valamint Sydney Tamiia Poitier, mint az FBI ügynök Carrie Rivai. K.I.T.T. hangját újonnan Val Kilmer szolgáltatja, a magyar hang még mindig Versényi László.

## Az ellenségek
A négy évad folyamán Michael és Kitt sokféle bűnözővel került szembe. Az egyszerű tolvajok mellett voltak azonban sokszoros gyilkosok (Például C. J. Jackson, aki majdnem véget vetett az Alapítványnak), nemzetközi csempészbandák és terroristák a Harmadik Világból. Két ellenfél kiemelkedik ezek sorából, őket leginkább "nemezisként" jellemezhetjük.

### Garth Knight
Garth Knight Wilton Knight fia, akit apja kitagadott, miután az lepaktált bizonyos nemzetközi terroristákkal. Michael még a sorozat elején Garth arcát kapta a plasztikai műtét során, Wilton kérésére. Garth amúgy bajuszt és rövid kecskeszakállt viselt. Garth egy afrikai börtönből szabadulva céljául tűzte ki, hogy leszámol apja birodalmával, s fegyverként megalkotta a Molekuláris Páncéllal védett óriási kamiont, Góliátot. A kamion komoly károkat tett Kittben, azonban a következő csatájuk alkalmával alulmaradt Kitt lézerének és Michael ügyességének eredményeképpen. Garth börtönbe került, ahonnan barátnője, Adrianne Margeaux (aki egy korábbi epizódban képes volt ellopni Kittet) megszöktette az újjáépített Góliát segítségével. Garth azonban ismét alulmaradt és Góliát fedélzetén a mélybe zuhant egy szakadék peremről. Halála azonban korántsem bizonyított, lévén Góliát könnyedén ellen képes állni akár egy ilyen mértékű becsapódásnak is.

### KARR
KARR, vagy Karr a Knight Automata Robogó Robot rövidítése. Ahogy Garth-ot Michael Knight egyfajta negatív tükörképének tekinthetjük, úgy tekinthetjük Karrt Kittének. Karr megjelenésre majdnem ugyanolyan Pontiac Trans Am mint Kitt, csak karosszériájának alsó fele ezüstös fényezésű, szemben Kitt teljesen fekete színével. Különbség még, hogy Karr hangmodulátora a műszerfalon sárga, míg Kitté piros. Karr volt az első mesterséges intelligenciával felszerelt autó, amit Wilton Knight megalkotott, azonban Karr személyisége saját védelmét tekintette elsődlegesnek, így nem volt biztonságos a működése. Karrt ezért kikapcsolták és elzárták, amíg illetéktelenek rá nem bukkantak, és egy véletlen malőrként nem aktiválták újra. Ekkor kiszabadult és garázdálkodni kezdett, de végül sikerült megfutamítani, és úgy tűnt meg is semmisült. Azonban nem érték komoly károk, emiatt később ismét életre kelt, és több ember életét veszélyeztetve okozott újabb problémákat, mígnem Michaelnek és Kittnek sikerült újra egy párharc során – ezúttal sokkal drasztikusabb módon – ártalmatlanítani.

## Egyéb fontos szereplők

### Wilton Knight
(Richard Basehart)
Wilton Knight az amerikai álom megvalósítója. Harcolt a második világháborúban, majd évekkel később megalapította a Knight Ipari Műveket (Knight Industries). Éltető céljává vált, hogy létrehozzon valami nagyot és különlegeset, mellyel segíthet az emberiségnek. Életművét első különleges autója, a Knight Automata Robogó Robot, röviden Karr koronázta meg. Nagyjából Karr megépítésének idején hozta létre a Jogért és Igazságért Alapítványt, melyet azonban kis híján megsemmisített Tanya Walker bűnbandája. Ez, illetve az első "pilóta", Ken Franklyn halála összetörte Wiltont, ezt még csak tetézte Karr veszélyes mivolta is. Az összetört Wilton leállította az Alapítvány-tervezetet, s közben elrendelte egy biztonságosabb autó kifejlesztését. Új pilótaként Michael Longot jelölte ki, s maga ment érte helikopteren, hogy élet és halál között lebegve találja a nevadai sivatag kellős közepén. Az eddigre már halálosan beteg, öreg Wilton elszállíttatta Longot, s helyére egy névtelen holttestet csempészett, így hitetve el a világgal Long halálát. Eközben a halállal versenyt futva munkálkodott embereivel az új autó, Kitt elkészítésén. Az autó élete utolsó napján készült el. Wilton a halálos ágya mellé rendelte Michael Longot, akkor már Michael Knightot, s utolsó szavaival nagy küldetésre küldte: szerinte "egy ember is tehet csodákat".

### Stefanie Mason
(Cathrine Hickland)
Stefanie (Stevie) Mason Michael Long jegyese volt. Miután Michael "meghalt", egy évig nem találkoztak. Stevie eközben egy nagyvállalatnál dolgozott. Főnöke, Gilbert Cole őt akarta felhasználni bűnszövetkezeti anyagok továbbítására, ám elfogta az FBI. Michael ezt egy újságból tudta meg és azonnal Stevie segítségére sietett. Stevie életére ekkorra egy egész bűnszövetkezet tört, mivel a lány lebuktathatta volna őket. Sikerült megsebesíteniük a lányt, ám Kitt megmentette. Michael ezután levadászta Gilbert Colet és bandáját, Stevie pedig a tanúvédelmi program védelmét élvezve új nevet és személyazonosságot kapott. Bár Michael nem tudta biztosan, hogy a lány rájött e valódi kilétére, az epizód (Fehér madár) végén megtalálja Stevie nyakláncát Kitt kesztyűtartójában. A nyakláncot még Michael Longként adta Stevienek, s a lány szerint ő "visszaadta annak, akitől kapta".
Stevie nagyjából egy évvel később tér vissza Az utolsó dal című epizódban, immáron Stefanie March néven, egy Class Action nevű rockegyüttes énekesnőjeként. Barátja rejtélyes körülmények között meghal, állítólag kábítószer-túladagolás miatt. Stevie Michael segítségét kéri, aki az együtteshez csatlakozva belülről próbálja kibogozni a vélt bűntény szálait. A régi érzelmek felélednek közöttük, ám a nyomozás lezárása után Stevie új életet akar kezdeni és a turnézó együttessel marad.
Stevie utolsó szereplése a negyedik évadbeli A rózsák illata című epizódban volt. Michaelt komolyan megsebesítik, aki az átéltek hatására el akarja hagyni az Alapítványt. Devon Stevie segítségét kéri, hogy segítsen Michaelnek átvészelni a testi-lelki krízist. Michael lassan felépül és megkéri Stevie kezét. Az esküvő azonban vérfürdőbe torkollik, azok, akik megpróbálták megölni Michaelt, újból akcióba lépnek. Stevie a golyók elé ugrik, megmentve ezzel Michaelt, ám feláldozva saját életét. Michael bosszút esküszik, levadássza a gyilkosokat, s mivel ezután senkije sem maradt a régi életéből, az Alapítványnál marad.

## Az Alapítvány
A Jogért és Igazságért Alapítvány a Knight Rider hőseinek fedő szervezete. Wilton Knight hozta létre, feltételezhetően az 1980-as évek elején. Knight hamar felvette a kapcsolatot régi ismerősével, Devon Milesszal, akivel a második világháború óta jó kapcsolatokat ápolt, és aligazgatónak tette meg az Alapítványnál. Céljuk a kezdetektől fogva egyértelmű volt: védeni az ártatlanokat a nagyhatalmú, szervezetten működő bűnözőktől.
Az Alapítvány munkája nem indult zökkenőmentesen. Először a nemzetközi bűnözés egyik jelentős alakjával, Cameron Zacharyvel gyűlt meg a bajuk, akinek szeretője az a bizonyos Tanya Walker volt, aki majd később, 1982-ben fejbe lövi Michael Longot. Zachary minden áron meg akarta szerezni az Alapítvány, illetve Wilton másik cége, a Knight Ipari Művek különleges találmányait. Az egyik ilyen találmány volt a Knight Kétezres autó, melyből összesen kettő darab készült. Az első modell, a Knight Automata Robogó Robot, vagyis Karr, programozási hibája miatt önmagát védte és nem az emberi életet, ezért életveszélyes volt. Karr pilótája egy bizonyos Ken Franklyn volt, akit azonban hidegvérrel megölt egy C. J. Jackson nevű bankrabló (megjegyzés: nem ismeretes, hogy Karr emberi élet iránt való hozzáállása és Franklyn halála összefügg-e?). Franklyn halálának hírére Wilton Knight összetört, egy időre leállította az Alapítvány-programot és embereivel hozzálátott egy biztonságosabb autó kifejlesztéséhez. Ez az autó lett Kitt. Kitt mellé Knight Michael Longot akarta megszerezni pilótának, aki még Franklynnál is jobb választásnak ígérkezett, mivelhogy tiszt volt. Longot fejbe lőtte Tanya Walker, Wilton Knight új életet adott neki, s utolsó leheletével nagy küldetésre indította: legyen Michael az ember, aki csodákat tesz, segítsen az ártatlanokon. Wilton halálával Devon Miles lett az Alapítvány igazgatója.
Az Alapítvány kiterjedt kapcsolatokkal rendelkezik szerte az Egyesült Államokban. Kapcsolatot tart fenn a Fehér Házzal, magas rangú katonai vezetőkkel, valamint ipari cégekkel. Munkáját a vezetőség irányítja, melynek tagja Wilton Knight lánya, Jennifer is (A vezetőség azonban csak ritkán szól bele az Alapítvány munkájába, inkább adminisztratív feladatokat lát el). Az Alapítvány emellett gyakran közvetít az Egyesült Államok és a Harmadik Világ országai között, részt vesz a nemzetközi terrorizmus ellenes programban, ügynökeinek azonban nincs nagy hatásköre az Egyesült Államok határain kívül. Az Alapítvány emellett oktatófilmek készítésével is foglalkozik, melyekhez a fikcionális "Millennium Stúdió" nyújt segítséget (lásd negyedik évad, A Fantom című epizód).

## Kitt legfontosabb funkciói

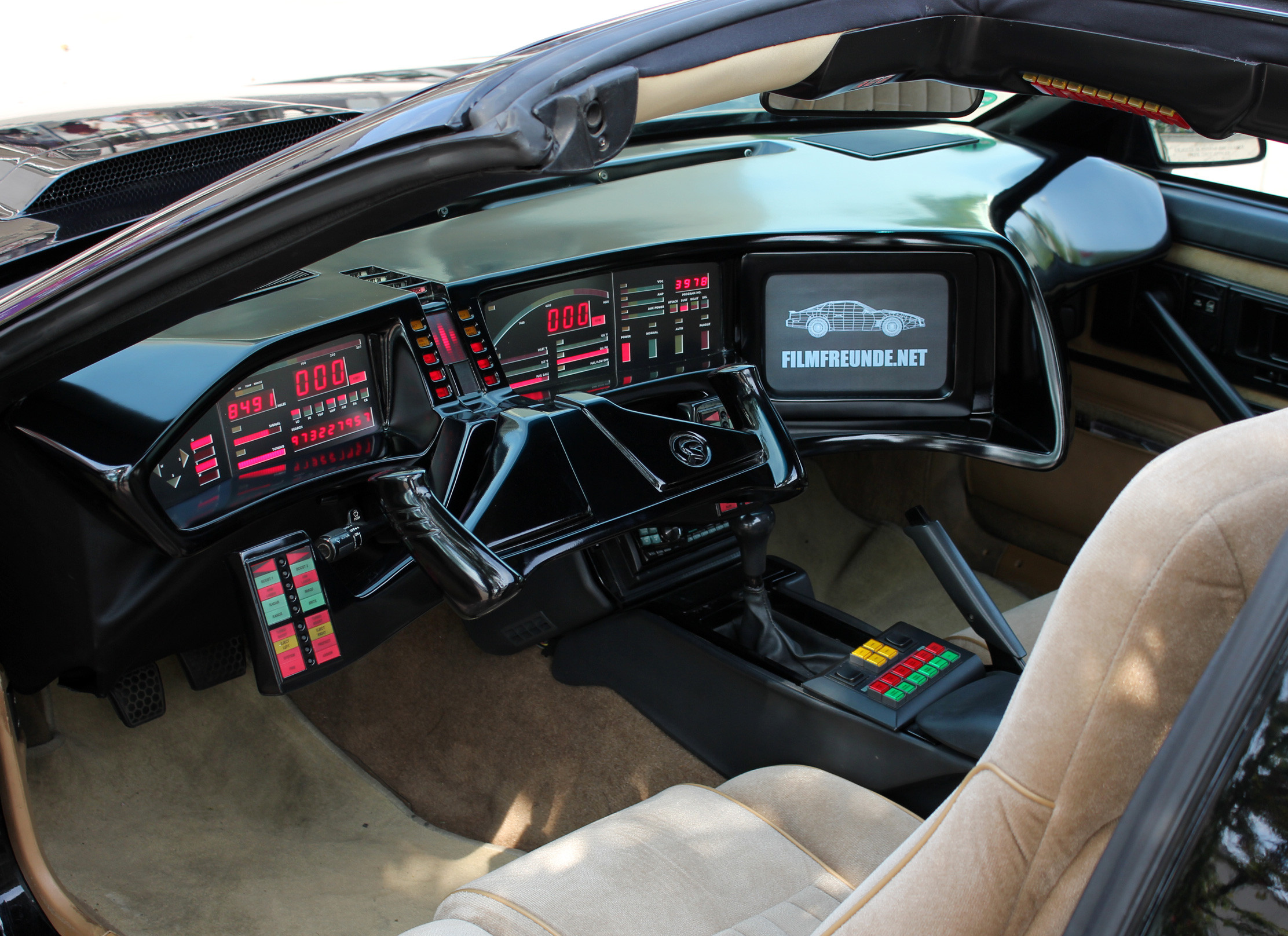
KITT műszerfalának utánzata

Kitt számos műszerrel, védelmi rendszerrel és érzékelővel volt felszerelve. Ezek közül a legfontosabbak a következők:
Mesterséges intelligencia Kitt "lelke". A rendszer kapacitása 1000 megabyte, és az autó számos funkcióját kezeli. Fő programja az emberi élet védelme.
Hőálló bevonat Egyfajta adalék a Molekuláris Héj mellé, melyet szórófej segítségével hordtak föl az autó karosszériájára. Ez a réteg képes ellenállni óriási hő-behatásoknak, mint amilyennel Michael és Kitt például A Tűzgyűrű című epizódban is szembenézett
Turbo Boost (Turbo üzemmód) Sűrített levegő gyors kieresztésével Kitt képes akár 12 méter magasra a levegőbe repülni. Az ugrás szöge a Trajectory Guidance System segítségével állítható be. A Turbo Boost segítségével Kitt képes volt rövid távon felgyorsulni, ha úgy hozta a helyzet.
Hangmodulátor Kitt egyik legismertebb eszköze, külsőleg először egy vörös pulzáló fény, majd három vörös függőleges csík, melyek a szavak ritmusával szinkronban vibrálnak, ezért ezzel tulajdonképpen Kitt beszédét érzékeltetik. Ez a műszerfalon a kormány felett található. A hangmodulátor külső hangszóróknak is ad hangot, melyet Kitt például kóbor kutyák elkergetésére is használ.
Központi érzékelő (Scanner) Kitt leginkább ismert eszköze, az autó orrán villogó vörös futófény. Ez az összetett érzékelő rendszer széles spektrumban képes jeleket fogni, a vizuális képtől, a hanghullámoktól az infravörösön át a röntgensugarakig mindent. Emellett kiegészítő érzékelők is tartoznak hozzá, mint például a szagelemző.
Üzemmódok Kitt három fő üzemmóddal rendelkezik:
- Normál üzemmód: Kittet ilyenkor a pilóta (vagyis Michael) vezeti.
- Automata üzemmód: Amikor Kitt számítógépe vezet. Kitt bármikor átkapcsolhat Automata üzemmódba, kivéve, ha felülbírálják a parancsot, vagy Kézivezérlésre (nem Normál üzemmód, hanem Manual Override) kapcsolják.
- Üldöző (Pursuit) üzemmód: Kitt ebben az üzemmódban éri el maximális sebességét. Ennek kiegészítése az SPM-fokozat (Super Pursuit Mode, vagyis Szuper üldöző üzemmód).

Ebben a sorrendben találhatók a műszerfalon a hangmodulátor alatt is, mutatva Kitt épp melyik üzemmódban van.
Kézivezérlés Meggátolja Kittet, hogy bármilyen funkciót az ellenőrzése alá vonjon a hangmodulátor kivételével.
Csendes Üzemmód Kitt motorhangjának tompítására szolgál. Lopakodó Üzemmódnak is hívják.
Olajvető Kitt képes olajat fecskendezni maga mögé, amelyen az őt üldözők megcsúsznak és kisiklanak.
Símód Kitt két oldalsó kerekén egyensúlyozva halad. Általában akkor használják, ha túl szűk a hely és nincs más mód az elhagyására.
Kommunikációs hálózat Kitt ezzel tart kapcsolatot az Alapítvány bázisa, a kamion és Michael között. A hálózat természete valószínűleg műholdas jellegű (a harmadik évados műszerfalon van egy Sat Comm feliratú helyzetjelző fény a hangmodulátor mellett).
Mikrohullám csapda Kitt ezzel az eszközzel elektromos eszközöket bénít meg, áramköröket süt ki és kisebb tárgyakat is képes manipulálni vele.
Figyelő üzemmód Aktiválja Kitt minden érzékelőjét.
Lézer Bár Kitt védelmi eszközökkel rendelkezik, néha szükség volt támadó fegyverre is, ezért egy rezonáló lézerágyút építettek be, melynek kivetítője az érzékelő alatt helyezkedett el. A lézer azonban sok energiát fogyasztott, így mindig csak néhány lövésre nyílt alkalom vele.
Orvosi megfigyelő rendszer Kitt ezzel a műszerrel tarthatja figyelemmel az emberek egészségi állapotát, vérnyomását, pulzusát és egyéb hasonló adatokat. A funkció "meghosszabbítása" a véranalizáló készülék.
Kémiai analizátor A műszerfal jobb alsó negyedében elhelyezkedő, ki-be húzható elemző eszköz, mely minták alapos, szerkezeti megvizsgálására képes.
Sötétített ablakok Kitt képes megváltoztatni ablakainak átlátszóságát.
Automata motorháztető, ajtók, csomagtető, targatetők Mindezeket Kitt maga is képes kinyitni és visszacsukni.
Katapult Kitt képes katapultálni a két elülső ülésén tartózkodókat. Használata előtt ajánlatos felnyitni a targatetőket, amit Kitt mindig meg is tesz.
Lézerfékes biztonsági öv Egyfajta ártalmatlan lézer, amely a helyén tartja Kitt utasait nagy sebességnél, illetve bonyolult manővereknél.
Monitor Kitt műszerfalába eredetileg két katódcsöves képernyőt építettek, a feljavított műszerfalon azonban csak egy nagyobb volt. A monitorokon Kitt térképeket, elemzési adatokat, álló- és mozgóképeket képes megjeleníteni, valamint a Devonnal folytatott videokonferenciáknál is használatosak.
SPM-fokozat (Super Pursuit Mode) Kittet 40%-kal gyorsítja, a manőverezhetőség megőrzése érdekében légterelő elemek húzódnak elő a karosszériából.
Vészfék rendszer Újabb légterelő elemek az SPM-fokozatból történő hirtelen lassításhoz.
Cabrio mód Utolsó súlyos megrongálódása utáni újjáépítése során került kialakításra. A "C"-gombbal aktiválódik, Kitt egész teteje, beleértve a hátsó szélvédőt is, visszahúzódik. Gyakorlati haszna nincs, de nyitottá, divatosabbá teszi Kittet.

## Egyebek
- A Knight Rider sorozat érdekessége, hogy pilot filmet már 1981-ben leforgatta Glen A. Larson.
- Kitt elülső vörös érzékelője Glen A. Larson egy korábbi sikersorozatában, a Battlestar Galacticában (magyar neve: Csillagközi Romboló) jelenik meg először, az ellenséges Cylonoknak hasonló vörös futófény a "szeme".
- Kitt érzékelő hangja is a Battlestar Galacticából ered, a Cylonok által kibocsátott hangot Larson felgyorsította és visszafelé játszotta le, ez Kitt szenzorának surrogása.
- Glen A. Larson legelső tervei alapján az autó a Tatt (T.A.T.T., Trans Am Two Thousand) lett volna, női hanggal. Mivel azonban Michael karaktere szerint minden „nőnemű lénnyel” flörtöl, így inkább férfi hangot adtak az autónak.
- Glen A. Larson 1981-ben a legelső két Trans Amet vette meg, közvetlenül a gyártósorról, hogy leforgassa vele a legelső epizódot, a Nehéz örökséget.
- Kitt orrkialakítása a ködlámpákkal egyedi volt, csak a filmes autók néztek ki így, ilyen orr részt széria Pontiac Trans Amekhez nem lehetett megrendelni. Habár a legelső részben még hagyományos elejű Pontiac alakította Kittet, utána már az új alkatrésszel szerepelt a sorozatban.
- Vitatott Kitt nevének helyesírása. Egyes forrásokban "Kitt", másokban "KITT", illetve "K.I.T.T." szerepel. Az eredeti forgatókönyvekben a "Kitt" írásmódot használták a szöveges részekben a "hangra" vonatkozóan, azonban "K.I.T.T."-ként hivatkoztak magára az autóra.
- Glen A. Larson szerint két különböző egység az autó és a számítógép, az előbbi a Knight 2000, az utóbbi pedig a Knight Industries Two Thousand. Ezáltal feltételezhetó, hogy Karr számítógépét is Knight Kétezres autóba ültették.
- A Knight Rider eredeti téma zenéjét Stu Phillips szerezte. Phillips az első évad után kiszállt, a helyét Don Peake vette át, aki áthangszerelte a Knight Rider intro zenét.
- Devon vezetékneve eredetileg "Shire" lett volna. Az eredeti forgatókönyvben "Miles" annak az orvosnak a neve, aki Michael arcát operálta.
- A költségvetés hiánya miatt gyakran ugyanazon színészek játszottak különböző szerepeket. Pamela Susan Shoop az első és a negyedik évad nyitó epizódjaiban játszotta Maggie, illetve Martha szerepét, Ann Turkel pedig a második évadban Adrianne Mergaux, a harmadikban Bianca Morgan szerepét alakítja. (Ez amúgy tévé-sorozatokban manapság is elő szokott fordulni.)
- A Túlbuzgó újságíró című epizódban (első évad) látható a Bates Motel a Psycho című filmből.
- A Száguldó Robot című epizódban K.I.T.T.-nek emberi segítség kell a lézerhez, ellenben K.A.R.R.-nak a visszatérő epizódjában egyedül is tudja használni miután megszerezte azt.

## DVD kiadások
A teljes sorozat megjelent az Amerikai Egyesült Államokban DVD lemezen.
A magyar kiadásokról:
Magyarországon magyar szinkronnal, valamint az eredeti angol hanggal és magyar felirattal jelent meg a sorozat.
Az első évad magyar szinkronnal az Intercom kiadó jóvoltából 2007. november 28-án jelent meg. Az első évad érdekessége, hogy három különféle változatban jelent meg.
Az első változatot az Intercom kiadó jelentette meg, nyolc DVD-t tartalmazó díszdobozban. A második változat a Select’86 KFT. kiadótól származik, 2 díszdobozban, dobozonként 4 DVD lemezzel. 
A harmadik változat 8 DVD lemezen (Select’86 Kft.) külön-külön jelent meg.
A második évad magyarul Select’86 KFT. kiadó jóvoltából 2009. szeptember 24-én jelent meg.

## Külső hivatkozások
- Knight Rider a PORT.hu-n (magyarul)
- Knight Rider az Internet Movie Database oldalain
- Knight Rider a TV.com oldalain Archiválva 2009. április 18-i dátummal a Wayback Machine-ben
- Knight Rider linkek gyüjteménye